# ハスノミカズラ

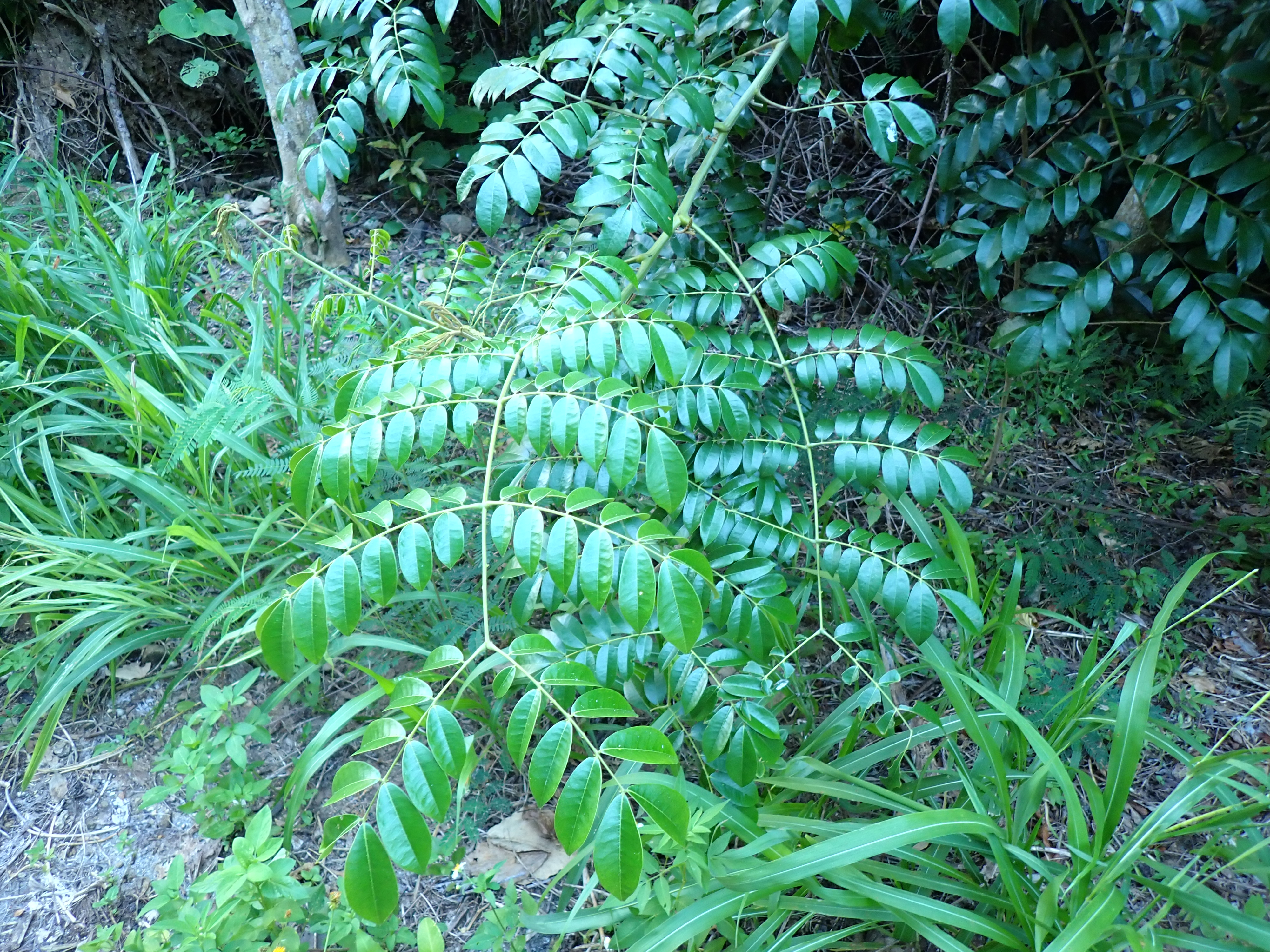
2回偶数羽状複葉（沖縄県石垣市崎枝）

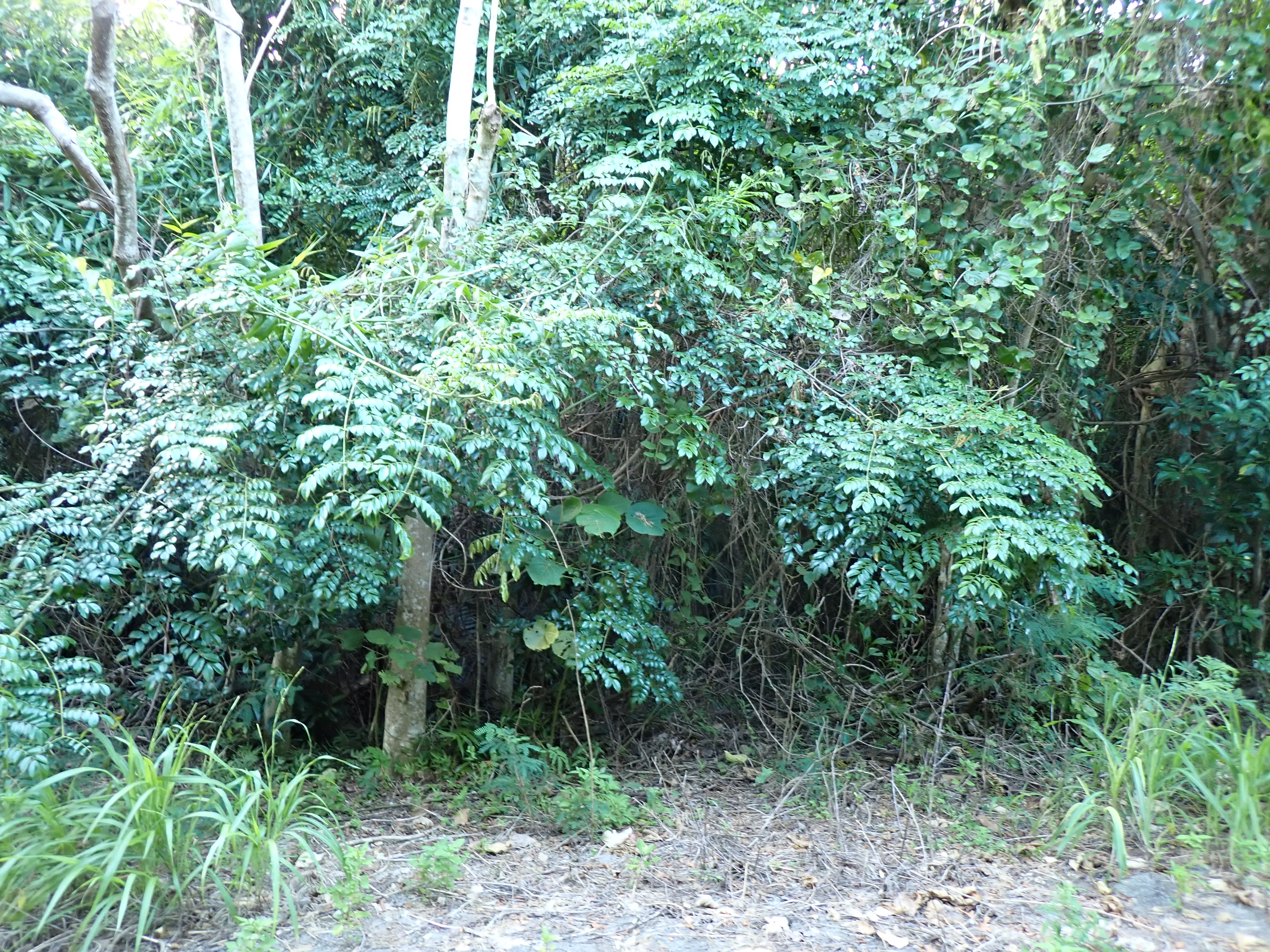
蔓（沖縄県石垣市崎枝）

ハスノミカズラ（蓮実葛、学名：Guilandina major）はマメ科ジャケツイバラ亜科のつる性常緑樹。旧属名Caesalpinia。

## 特徴
高さ2–5 mに達する。枝葉に逆向きの鋭い刺を有し、他の植物に登る。葉は大きな2回偶数羽状複葉で長さ30–60 cm、羽片4–8対、小葉4–6対。小葉長4–8 cmで先端は鋭尖頭。シロツブと混同されがちだが、本種は小葉がより大きく、濃色で光沢があり、枚数が少なく、時にずれて付く。葉の付け根に托葉を持たない点でもシロツブと異なる。花は黄色で、腋生の総状花序を晩秋につける。豆果は長楕円形で長さ6–7 cm、幅3–4 cm、表面に長さ3–6 mmの刺が多数ある。中の種子は長さ約2 cmで黄色みを帯びる。和名は種子がハスの種子に似ることによる。

## 分布と生育環境
沖縄島、慶良間諸島、宮古島、八重山諸島および大東諸島に自生。やや稀。沿海地の林縁や、海岸以外にも内陸部の林縁にもみられる。国外ではアジア・アフリカの熱帯に分布。